# Kościół „Chrystus Królem” w Krakowie
Kościół „Chrystus Królem” w Krakowie – zbór ewangeliczny o charakterze zielonoświątkowym, mający siedzibę w Krakowie przy ul. Kamiennej 43. Należy do Kościoła Bożego w Chrystusie.

## Historia
W 1999 w Krakowie zamieszkali Jeff i Anna Bullockowie, misjonarze z Karoliny Północnej, związani z ruchem „Every Nation Churches & Ministries”. Powołali oni tu wówczas wspólnotę „Church Christ the King”. Została ona formalnie zarejestrowana w 2000 jako Kościół „Chrystus Królem”, będący zborem w strukturach Kościoła Bożego w Chrystusie. Początkowo nabożeństwa prowadzone były w sali Domu Kultury w Woli Justowskiej przy ul. Królowej Jadwigi 215, natomiast w 2001 przeniesiono je do pomieszczenia w Młodzieżowym Domu Kultury przy ul. Grunwaldzkiej 5 na Osiedlu Oficerskim. W 2002 z uwagi na potrzebę dysponowania salą o większej powierzchni, nowym miejscem nabożeństw stało się Kino Mikro, a w 2004 kolejną siedzibą Kościoła został budynek przedsiębiorstwa „Prodlew” przy ul. Mogilskiej 43.
W 2005 Bullockowie opuścili Kraków w celu kontynuowania działalności misyjnej i powierzyli kierownictwo nad Kościołem Przemysławowi Sielatyckiemu, pełniącemu od 2004 funkcję starszego zboru, który został jego nowym pastorem. Kontynuowany był następnie wzrost liczby członków wspólnoty, rozwijała się także działalność ewangelizacyjna pośród studentów.
W 2011 wspólnota pozyskała uprawnienia do prowadzenia punktu katechetycznego. Rok później miała miejsce ordynacja związanych z ruchem „Młodzież z Misją” misjonarzy Johna i Helen Hess na starszych. W 2013 zainaugurowana została działalność małych grup.
W 2017 Kościół opuścił budynek „Prodlewu” i przeniósł swoją siedzibę do biurowca „Lobos” przy Alei Pokoju 1A, natomiast od lutego 2020 nabożeństwa rozpoczęto prowadzić w Hali 100-lecia KS Cracovia przy Alei Marszałka Ferdynanda Focha 40. 
Na początku 2020 ze wspólnotą związanych było około 350–400 wiernych. Nabożeństwa niedzielne gromadziły wówczas około 220 osób, w tym 30–60 dzieci.
W 2024 siedzibą Kościoła stał się lokal w budynku przy ul. Kamiennej 43, a pierwsze nabożeństwo miało tam miejsce 23 czerwca 2024.

## Działalność
Nabożeństwa prowadzone są w siedzibie Kościoła przy ul. Kamiennej 43. Wspólnocie przewodniczy czteroosobowa Rada Starszych, na czele której zasiada Starszy Pastor Kościoła. 
Działalność prowadzi punkt katechetyczny, w ramach którego odbywają się zajęcia w języku polskim i angielskim dla dzieci w wieku 3–13 lat, podzielonych na kilka grup wiekowych. Funkcjonuje ponadto zespół obsługi nabożeństwa oraz służba muzyczna, zajmująca się śpiewem i muzyką w trakcie nabożeństw. Odbywają się też spotkania młodzieżowe.
Przy Kościele od 2014 działa służba studencka, początkowo pod nazwą „Operation Destiny 3;16”, a od 2015 jako „Every Nation Campus Kraków”. Jej głównym zadaniem jest prowadzenie ewangelizacji pośród studentów oraz młodzieży pracującej. W jej ramach odbywają się regularne spotkania studenckie, jak również m.in. wyjazdy integracyjne, dyskusje, koncerty, czy projekcje filmów.
Członkowie Kościoła angażują się w zagraniczną pracę misyjną („Młodzież z Misją” – YWAM), działalność Fundacji „Polania”, zajmującej się wsparciem członków narodu żydowskiego, czy w służbę w noclegowni dla mężczyzn w kryzysie bezdomności.